# ماريو كارلوفيتش
ماريو كارلوفيتش (بالإنجليزية: Mario Karlovic)‏ هو لاعب كرة قدم أسترالي في مركز الوسط، ولد في 29 مايو 1984 في وايللا في أستراليا. شارك مع منتخب أستراليا تحت 17 سنة لكرة القدم. أما مع النوادي، فقد لعب مع أدلايد رايدرز وأديلايد سيتي وفيتربيسي 1908 ونادي بريزبان رور ونادي ترغكانو ونادي تورينو ونادي سيتاديلا ونادي كياسو.